# ویلیام رز بنت
ویلیام رز بنت (انگلیسی: William Rose Benét؛ ۲ فوریهٔ ۱۸۸۶ – ۴ مهٔ ۱۹۵۰) یک شاعر، نویسنده، و ویراستار اهل ایالات متحده آمریکا بود.